# Cuns (Coristanco)
Cuns (llamada oficialmente San Vicenzo de Cuns) es una parroquia española del municipio de Coristanco, en la provincia de La Coruña, Galicia.

## Otras denominaciones
La parroquia también es conocida por el nombre de San Vicente de Cuns.

## Entidades de población
Entidades de población que forman parte de la parroquia:
- Albres
- Balsa (A Balsa)
- Gandriña (A Gandriña)
- Iglesario (O Igrexario)
- Moucos
- Pazo da Trabe (O Pazo da Trabe)
- Pazo Vello (O Pazo Vello)
- Rial
- Rueiro (O Rueiro)
- Sordíns

## Demografía
| Gráfica de evolución demográfica de Cuns entre 2000 y 2019 |
|                                                            |
| Datos según el nomenclátor publicado por el INE.           |